# Palsgraf kiện Công ty Đường sắt Long Island
Palsgraf kiện Công ty Đường sắt Long Island (tiếng Anh: Palsgraf v. Long Island Railroad Co., 248 NY 339, 162 NE 99 (1928), là một án lệ nổi tiếng, tiêu biểu hàng đầu trong luật tổn hại của Hoa Kỳ về vấn đề trách nhiệm không thể lường trước được của bị đơn đối với một nguyên đơn. Vụ án đã được xét xử bởi Tòa Phúc thẩm New York, tòa án cấp cao nhất của tiểu bang New York; ý kiến và nhận định của vụ án được viết bởi Chánh án New York Benjamin Cardozo, một nhân vật hàng đầu trong trào lưu phát triển của thông luật Hoa Kỳ giai đoạn đầu thế kỷ XX, và sau đó là Thẩm phán của Tòa án Tối cao Hoa Kỳ.
Trong vụ án dân sự, nguyên đơn Helen Palsgraf đã đợi ở ga Long Island Rail Road vào tháng 08 năm 1924 trong khi đưa các con gái đi tắm biển. Khi tàu qua, hai người đàn ông đã cố gắng chạy theo và lên tàu trước cô. Một người được hỗ trợ bởi các nhân viên đường sắt, đã làm rơi một gói hàng chứa pháo hoa phát nổ, khiến một chiếc cân lớn hoạt động bằng đồng xu trên sân ga rơi sập xuống vào cô. Sau vụ việc, cô chịu thương tật là bệnh nói lắp, và sau đó đã kiện công ty đường sắt Long Island Rail Road Co., cho rằng nhân viên của họ đã thiếu trách nhiệm trong khi hỗ trợ khách hàng mang pháo hoa, khiến cô tổn hại vì sự lơ là. Vào tháng 05 năm 1927, tại phiên tòa sơ thẩm ở Tòa án Cấp cao New York, nguyên đơn Palsgraf được bồi thẩm đoàn chấp nhận yêu cầu, ra phán quyết buộc bị đơn bồi thường 6.000 USD. Sau đó, bị đơn Long Co. kháng cáo. Tại phiên phúc thẩm ở Ban Phúc thẩm, Tòa án Cấp cao New York, Palsgraf đã nhận phán quyết duy trì chấp thuận tỷ lệ 3–2. Bị đơn Long Co. tiếp tục kháng cáo lần thứ hai, tới Tòa Phúc thẩm New York, vị trí tư pháp cao nhất của tiểu bang. Ở đây, Chánh án Cardozo chủ trì, đưa ra quan điểm và phán quyết tỷ lệ 4–3, đảo chiều phán quyết rằng bị đơn Long Co. không có sơ suất, vì các nhân viên khi giúp đỡ khách hàng không có nghĩa vụ chăm sóc Palsgraf, và thương tích đối với cô ấy không phải là tổn hại có thể thấy trước từ việc hỗ trợ một người đàn ông với một vật phẩm chưa xác định là pháo hoa có thể phát nổ. Phán quyết ban đầu của bồi thẩm đoàn đã bị lật ngược, và bị đơn Long Island Rail Road Co. cuối cùng đã thắng kiện sau hai lần kháng cáo.
Palsgraf kiện Công ty Đường sắt Long Island trở thành một án lệ kinh điển với một số yếu tố, bao gồm các sự kiện kỳ lạ trong vụ việc và uy tín vượt trội của thẩm phán Cardozo, trở thành hình mẫu thực hiện các trường hợp nổi bật trong ngành pháp lý, được giữ và duy trì trong nhiều năm, là một vấn đề pháp lý được dạy cho hầu hết sinh viên luật Hoa Kỳ về luật tổn hại. Quan niệm của Cardozo, rằng trách nhiệm về tổn hại chỉ có thể xảy ra khi bị đơn vi phạm nghĩa vụ chăm sóc mà bị đơn phải có đối với nguyên đơn, gây ra thương tích mà bị kiện, đã được chấp nhận rộng rãi trong luật pháp Hoa Kỳ. Tuy nhiên, bên cạnh đó, trong một số vụ việc dân sự có nguyên nhân tiếp cận sự việc này, nhiều tiểu bang đã áp dụng cách tiếp cận được ủng hộ bởi người bất đồng chính kiến của Tòa Phúc thẩm ở án lệ Palsgraf, với quan điểm của Thẩm phán William S. Andrews.

## Tóm lược án lệ
Vào thời điểm ra quyết định của Tòa Phúc thẩm New York năm 1928 về vụ Palsgraf, tiền lệ pháp của tiểu bang New York tuân theo một hình thức cổ điển về vấn đề thiếu trách nhiệm, đó là: nguyên đơn phải chứng minh rằng bị đơn Long Island Railroad (viết tắt là "LIRR" hoặc "Railroad ") có nghĩa vụ chăm sóc nguyên đơn, và rằng cô đã bị thương do bị đơn vi phạm nghĩa vụ đó. Không bắt buộc cô phải chứng tỏ rằng nghĩa vụ chăm sóc của bị đơn là trực tiếp đối với mình. Theo tiền lệ của New York, nghĩa vụ thông thường phải hết sức cẩn trọng mà bị đơn LIRR với tư cách là hãng vận tải thông thường phải có đó là đảm bảo an toàn trong quá trình vận tải, nhưng không áp dụng cho các sân ga và các bộ phận khác của nhà ga.

### Sự việc

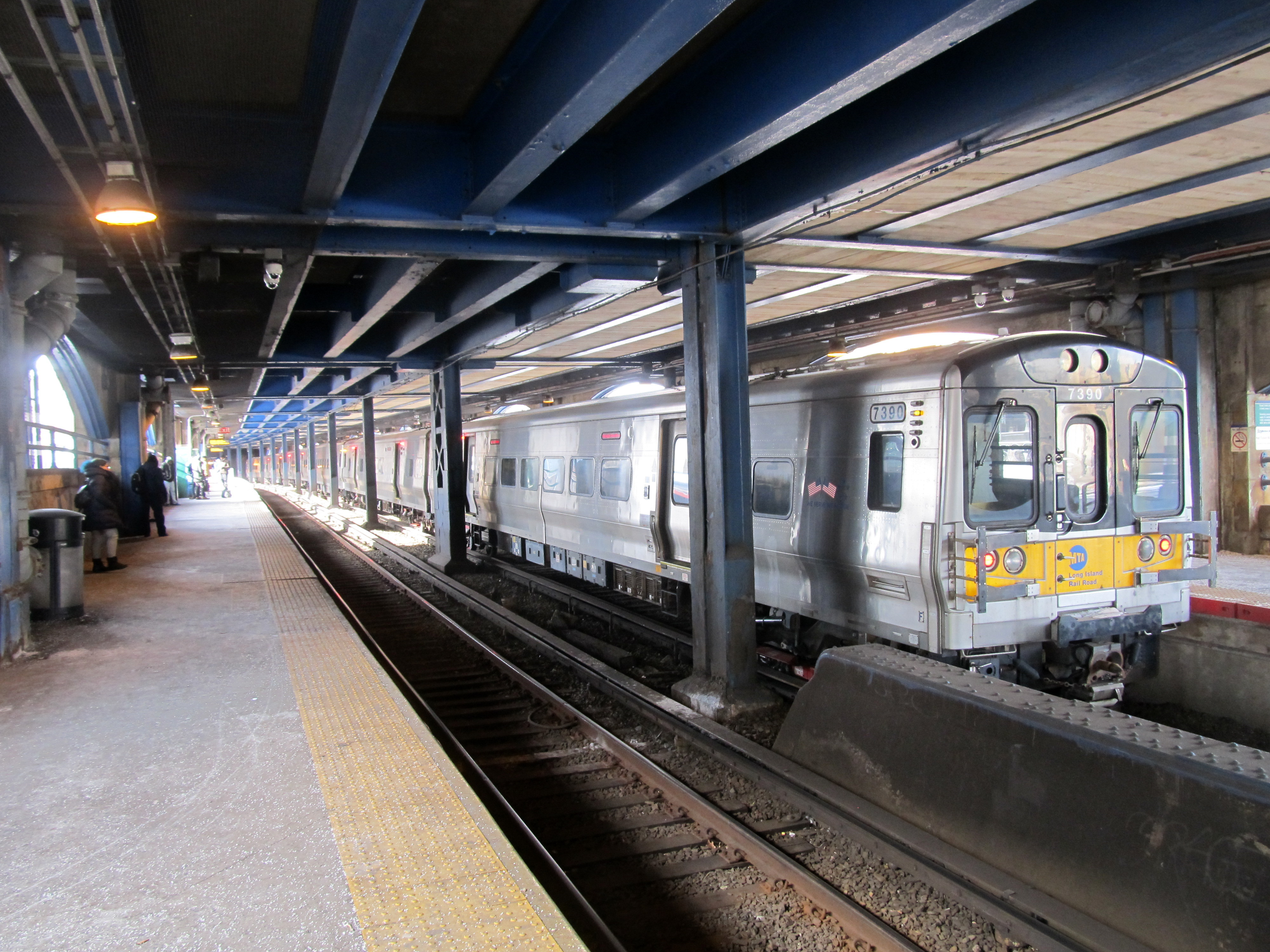
Ảnh ga East New York của Long Island Rail Road năm 2017.

Chủ nhật ngày 24 tháng 08 năm 1924 là một ngày hè trong thời tiết thông thường ở Brooklyn, New York. Helen Palsgraf, 40 tuổi, một người phụ nữ với công việc là trông nhà và quản gia, đang đưa hai cô con gái của mình, Elizabeth và Lillian, 15 và 12 tuổi, đến bãi biển Rockaway nghỉ dưỡng. Sau khi thanh toán tiền vé, ba mẹ con đứng trên sân ga tại ga East New York của công ty LIRR trên Đại lộ Atlantic ở Brooklyn thì một đoàn tàu, không phải chuyến tàu mà họ mua vé, tấp vào ga. Khi tàu bắt đầu lăn bánh, hai người đàn ông chạy tới đuổi theo đoàn tàu. Một người nhảy được lên tàu trót lọt vì cửa chưa đóng. Người kia mang theo một gói hàng nhảy lên tàu với sự giúp đỡ của hai người bảo vệ sân ga. Một người bảo vệ sân ga đẩy anh ta từ phía sau, giúp anh có thêm lực đẩy để nhảy lên tàu; đồng thời một thành viên của đoàn tàu kéo anh ta lên tàu. Nhưng trong lúc này, gói hàng bị rơi và phát nổ vì trong đó có chứa pháo hoa. Vụ phát nổ do lực va chạm và lực ma sát khiến những người trên ga hoảng loạn, đã khiến một chiếc cân hoạt động bằng đồng xu, cao lớn, đổ lên người Helen Palsgraf. Không ai bị thương nhập viện, nhưng Palsgraf dính vết thương lớn nhất trong số những người ở ga, được liệt kê là bị thương.
Chứng thực đương thời và các nhân chứng tại phiên tòa mô tả người đàn ông có vẻ ngoài là người Ý, và có suy đoán rằng gói hàng được vận chuyển để sử dụng tại một lễ kỷ niệm của người Mỹ gốc Ý; không hoạt động đáng kể nào được thực hiện để xác định chủ sở hữu là ai. Thương tích của Palsgraf đã được The New York Times liệt kê là khủng hoảng sốc tinh thần; bị những vết bầm tím. Ở sân ga, khoảng cách giữa Helen Palsgraf và vụ nổ không được nêu rõ trong bản ghi phiên tòa, hoặc trong ý kiến của các thẩm phán đã phán quyết về vụ án, nhưng khoảng cách từ vụ nổ đến quy mô được mô tả trên tờ Times là xa hơn 10 feet (3,0 mét). Vài ngày sau khi sự việc xảy ra, cô phát hiện bị chứng nói lắp nặng, và bác sĩ của cô đã làm chứng tại phiên tòa rằng đó là bệnh phát sinh do chấn thương của sự kiện xảy ra tại nhà ga East New York. Cô vẫn chưa hoàn hồn và khôi phục khi tham gia vụ việc ở tòa.

### Sơ thẩm
Ngày 02 tháng 10 năm 1924, Helen Palsgraf đã đưa đơn kiện Long Island Railroad Co. tại Tòa án Cấp cao New York tại quận Kings, một tòa án cấp xét xử sơ thẩm ở Brooklyn. Lệnh triệu tập được tống đạt vào tháng sau, và bị đơn LIRR đã nộp bản trả lời vào ngày 03 tháng 12. Vụ án được xét xử vào ngày 24 và 25 tháng 05 năm 1927, với Thẩm phán Burt Jay Humphrey là chủ tọa. Humphrey đã phục vụ hơn hai mươi năm tại tòa án cấp quận ở quận Queens trước khi bất ngờ được đề cử tranh cử vào Tòa án Cấp cao New York năm 1925; ông được chú ý vì cách cư xử lịch sự và thân thiện. Trong vụ án dân sự này, các luật sư từ Manhattan đã tham gia sự vụ gồm: Matthew W. Wood đến từ 233 Broadway, tòa nhà Woolworth là người đại diện cho Palsgraf; trong khi Joseph F. Keany, luật sư có văn phòng tại ga Pennsylvania đại diện cho LIRR cùng với William McNamara. Matthew W. Wood là một luật sư có kinh nghiệm với hai bằng cấp ngành luật từ các trường Ivy League; còn Joseph F. Keany đã đứng đầu bộ phận pháp lý của LIRR trong 20 năm, cùng William McNamara, một trong những luật sư thời kỳ đầu, người đã thăng tiến từ thư ký thành luật sư sau khi tốt nghiệp trường luật. Tại phiên tòa, Palsgraf khai rằng cô đã bị một chiếc cân va vào một bên cơ thể, đã được điều trị tại hiện trường, sau đó bắt taxi về nhà. Cô đã mắc chứng run rẩy trong vài ngày liên tục, và sau đó bắt đầu nói lắp bắp. Sức khỏe của cô suy giảm buộc cô phải từ bỏ công việc của mình vào giữa năm 1926. Về chứng thực lời khai này, Luật sư Wood mời Herbert Gerhardt, một thợ khắc, người đã nhìn thấy người đàn ông với gói hàng chạy nhanh về phía đoàn tàu, vợ của ông đã bị va chạm vào bụng khi người đàn ông này lao tới. Thợ khắc Herbert Gerhardt đã làm chứng rằng cái cân đã bị nổ tung thành từng mảnh.
| “                                                  | [Nếu các nhân viên của LIRR] đã bỏ qua những việc mà những nhân viên tàu thận trọng và cẩn thận làm vì sự an toàn của những người đang lên tàu của họ, cũng như sự an toàn của những người đang đứng trên sân ga chờ các chuyến tàu khác, và việc không thành công đã dẫn đến thương tích của nguyên đơn, thì bị đơn sẽ phải chịu trách nhiệm. | ” |
| —Chủ tọa Humphrey, nói với bồi thẩm đoàn toàn nam. | |   |

Vào ngày thứ hai của phiên tòa, Wood mời Karl A. Parshall, bác sĩ của Palsgraf. Bác sĩ làm chứng rằng ông đã điều trị cho Palsgraf khám định kỳ các loại bệnh nhẹ trước khi vụ việc ga East New York xảy ra, đã thấy cô bị chấn động và bầm tím vào ngày hôm say. Ông đưa ra ý kiến của mình rằng các tổn hại của Palsgraf là do tai nạn. Grace Gerhardt, vợ của thợ khắc Herbert, là nhân chứng tiếp theo. Bà đã làm chứng về việc bị va phải bởi một trong hai thanh niên trẻ tuổi người Ý đang chạy để đuổi kịp tàu, một người nhảy lên tàu mà không cần sự trợ giúp và người còn lại lên tàu với sự giúp đỡ của hai nhân viên LIRR. Bà không trả lời về vụ nổ và Palsgraf vì không trực tiếp nhìn thấy. Elizabeth và Lillian Palsgraf, con gái cả và con gái nhỏ của nguyên đơn, tiếp theo làm chứng và nói về những gì họ đã thấy. Wood cho biết nhân chứng duy nhất còn lại của ông là một nhà thần kinh học, một nhân chứng chuyên môn. Về phía bị đơn, McNamara của LIRR đã đề nghị bác bỏ vụ án với lý do Palsgraf đã không đưa ra được bằng chứng về sự sơ suất của bị đơn, nhưng Chủ tọa Humphrey đã bác đề nghị này. Nhà thần kinh học Graeme M. Hammond ở Manhattan, đã kiểm tra Palsgraf hai ngày trước đó, quan sát thấy cô nói lắp, phát âm một cách khó khăn. Cô nói với chuyên gia về chứng trầm cảm và đau đầu. Ông chẩn đoán cô mắc chứng rối loạn do chấn thương, cho rằng vụ nổ là một nguyên nhân chủ yếu, và cho biết chứng rối loạn có khả năng tiếp diễn chừng nào vụ kiện tụng còn xảy ra, một khi tranh tụng được giải quyết thì những lo lắng liên quan đến nó có thể sẽ tan biến.
Matthew W. Wood đại diện giải quyết toàn bộ vụ kiện thay cho nguyên đơn; McNamara không đưa ra bằng chứng nào nhưng lại tiếp tục phản bác các lý lẽ của nguyên đơn, song bị Chủ tọa Humphrey bác bỏ. Bồi thẩm đoàn đã làm việc trong hai giờ 35 phút, bao gồm cả giờ ăn trưa, và chấp thuận yêu cầu của Palsgraf, cô thắng kiện, buộc bị đơn phải chi trả 6.000 USD. Căn cứ điều luật, cô cũng đã thu hồi chi phí là 142 USD, một số tiền án phí được thêm vào bản án, đều do bị đơn trả. Ngày 27 tháng 05 năm 1927, kiến nghị lập phiên tòa mới bị Thẩm phán Humphrey bác bỏ, ông không đưa ra ý kiến bằng văn bản, và phán quyết được công bố vào ngày 31 tháng 05, sau đó LIRR kháng cáo vào ngày 14 tháng 06. Khi Palsgraf đã nhận được phán quyết của bồi thẩm đoàn, gia đình Gerhardt cũng kiện LIRR, với Luật sư Wood làm cố vấn.
Đối với phiên tòa sơ thẩm, có những ý kiến đánh giá trong cộng đồng. Trong bài báo viết về Palsgraf, luật gia William H. Manz cho rằng không bên nào dành nhiều thời gian để chuẩn bị cho sơ thẩm. Phía nguyên đơn, Wood đã không liên lạc với nhân chứng sự kiện của ông là gia đình Gerhardt, cho đến trước phiên tòa không lâu, và Palsgraf đã được bác sĩ Hammond kiểm tra một ngày trước khi phiên tòa bắt đầu. Phía bị đơn, McNamara, một trong những cấp dưới của đội pháp lý LIRR, đã không gọi là nhân chứng, và Manz cho rằng toàn bộ chiến lược bào chữa là khiến thẩm phán bác bỏ vụ kiện. Trong cuốn sách sau này của mình, cựu Chánh án Tòa án Phúc thẩm Liên bang Hoa Kỳ thứ bảy Richard Posner chỉ ra rằng LIRR bị kiện nhiều vấn đề nhưng đã không đưa ra một trường hợp tốt hơn so với nguyên đơn, không đưa được biện pháp bảo vệ cơ bản.

### Kháng cáo lần đầu
Kháng cáo của LIRR đã đưa vụ việc lên Ban Phúc thẩm của Tòa án Cấp cao New York, cơ quan thứ hai, và là tòa phúc thẩm trung gian của tiểu bang. Trong bản tóm tắt trước Ban Phúc thẩm, LIRR lập luận rằng phán quyết đã trái với luật pháp và bằng chứng thực tế. Lập luận nhấn mạnh rằng họ không biết trước về việc gói hàng là vật nguy hiểm và không có luật nào yêu cầu phải khám xét bên trong hành lý của hành khách. Bản tóm tắt nêu rõ rằng do điều này, không có sơ suất nào trong việc giúp một người đàn ông di chuyển lên đoàn tàu, và ngay cả khi có, sơ suất đó không phải là nguyên nhân gần như gây ra thương tích cho Palsgraf. Wood, đại diện cho Palsgraf, lập luận rằng phán quyết của bồi thẩm đoàn cho thấy sơ suất được hỗ trợ bởi các sự kiện không thể tranh cãi, và không nên bị tòa phúc thẩm thẩm vấn lại. Bản tóm tắt của nguyên đơn cũng lưu ý rằng việc LIRR thất bại trong việc gọi nhân chứng là nhân viên tàu đã hỗ trợ người đàn ông lên tàu, chính điều này đã quyết định bất kỳ suy luận sơ suất nào chống lại lập luận đó. Wood cho rằng những người lái tàu đã xao lãng nhiệm vụ, hành vi sai trái là nguyên nhân gần như gây ra thương tích cho Palsgraf.
Các luật sư đã tranh luận vụ việc trước Ban Phúc thẩm ở Brooklyn vào ngày 21 tháng 10 năm 1927. Vào ngày 09 tháng 12, Ban Phúc thẩm khẳng định giữ nguyên phán quyết của tòa án sơ phẩm với tỷ lệ 3–2. Albert HF Seeger đã viết ý kiến đa số cho năm thẩm phán xét xử vụ án, có sự đồng tình của các Thẩm phán William F. Hagarty và William B. Carswell. Thẩm phán Seeger phán quyết rằng phát hiện sơ suất của bồi thẩm đoàn được hỗ trợ bởi bằng chứng thực tế; suy đoán rằng bồi thẩm đoàn có thể đã nhận thấy việc giúp đỡ một hành khách lên một chuyến tàu đang di chuyển là một hành động cẩu thả. Ông cho rằng mặc dù tập hợp các tình tiết có thể là mới lạ, nhưng về nguyên tắc, vụ án không khác các quyết định của tòa án nổi tiếng về quan hệ nhân quả, chẳng hạn như án lệ Scott kiện Shepherd, trong đó một chất nổ pháo thăng thiên được đốt lên và ném đi, bay xa liên tục trong không gian cho đến khi phát nổ gần nguyên đơn, làm nguyên đơn bị thương. Phe đa số cũng tập trung vào mức độ nghĩa vụ chăm sóc mà LIRR chịu trách nhiệm trước Palsgraf, một trong những khách hàng của công ty.
Về phán quyết của Ban Phúc thẩm, Chánh án Edward Lazansky cùng Thẩm phán J. Addison Young, đã viết một bài bất đồng quan điểm. Lazansky không nghi ngờ tuyên án của bồi thẩm đoàn về sự sơ suất, nhưng cảm thấy rằng hành vi của các nhân viên không phải là nguyên nhân chính xác tạo thành thương tích của Palsgraf, vì hành vi của người đàn ông này trong việc đưa một gói hàng có thể phát nổ đến một nhà ga hành khách đông đúc là một hành động sơ suất độc lập, khiến cho điều sơ suất của công ty đường sắt không phải là nguyên nhân nên không có trách nhiệm pháp lý.

## Tòa Phúc thẩm

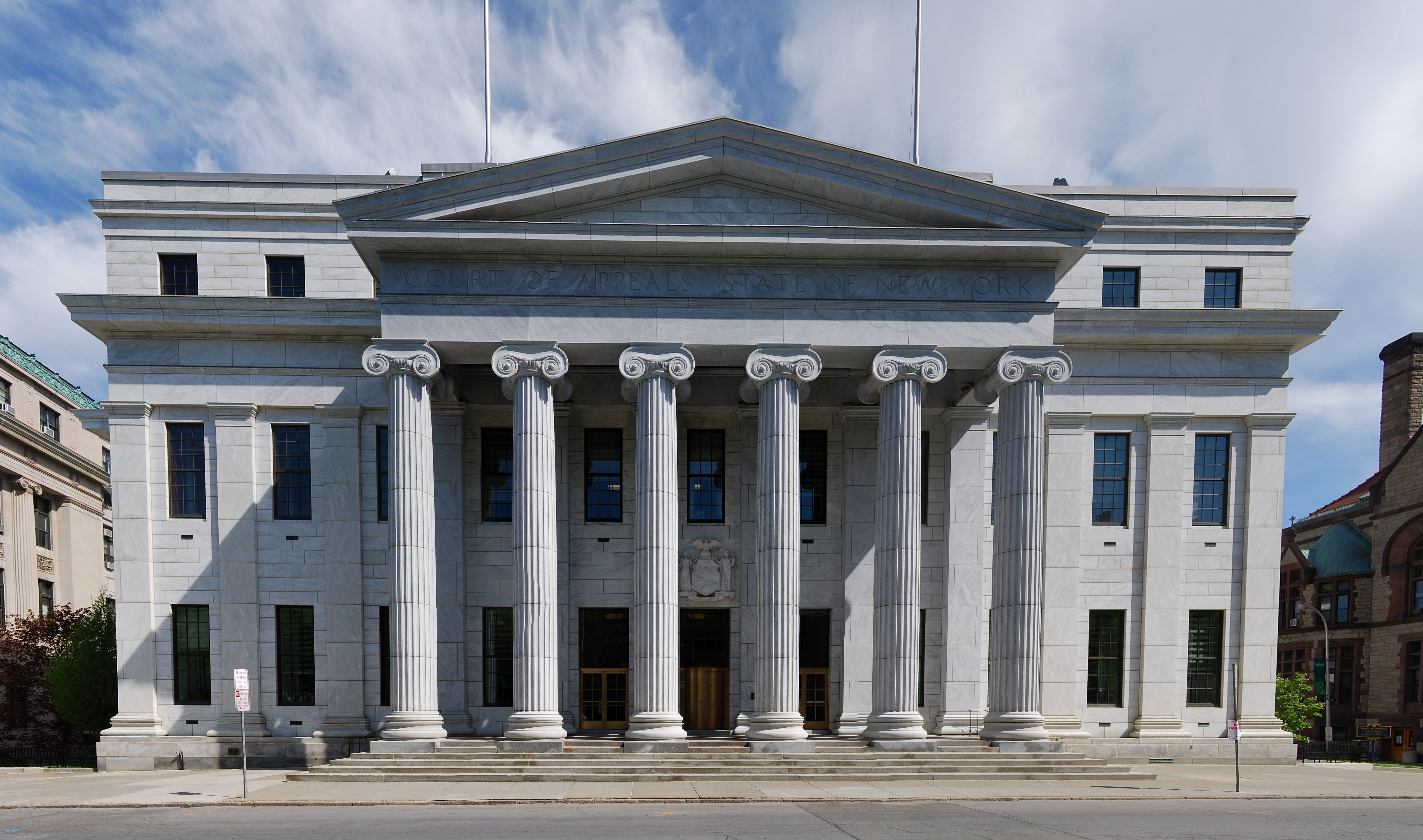
Trụ sở Tòa Phúc thẩm New York ở thủ phủ Albany, nơi diễn ra phiên phúc thẩm Palsgraf.

Theo luật, LIRR được quyền tiếp tục kháng cáo đưa vụ việc lên Tòa Phúc thẩm New York, tòa án cấp cao nhất của tiểu bang vì đã có bất đồng quan điểm trong Ban Phúc thẩm, và bị đơn đã tiến hành việc này. LIRR lại lập luận rằng Palsgraf chịu tổn hại không phải do lỗi thiếu trách nhiệm của bị đơn: rằng không có sơ suất nào, và ngay cả khi có, sự sơ suất đó cũng không gây hại cho Palsgraf, vì thương tích đó không phải là một hệ quả tự nhiên và có thể xảy ra của việc hỗ trợ một người đàn ông lên tàu. Lập luận ngắn gọn cáo buộc rằng những nhân viên tàu không thể ngăn người đàn ông lên tàu, và một khi anh ta đã lao mình lên tàu, chỉ còn cách là giúp anh ta; đối mặt với tình huống khẩn cấp như vậy, họ không thể bị buộc tội sơ suất vì họ đã lựa chọn việc hỗ trợ người đàn ông lên tàu, không đứng yên và phó mặc anh ta cho số phận [they elected to assist the man rather than stand idly by and leave him to his fate]. Bên nguyên đơn, Luật sư Wood lập luận rằng bồi thẩm đoàn đã tuyên án có sơ suất và các thẩm phán trong Ban Phúc thẩm đã đồng ý đa số. Ông viết rằng có nhiều sự kiện mà bồi thẩm đoàn có thể đưa kết luận sơ suất, bao gồm cả việc đoàn tàu không đóng cửa khi nó khởi hành (mặc dù điều này là để cho phép những người đến muộn lên tàu hay [mở cửa để giảm không khí nóng của] ngày hè thì không chắc chắn). Vụ án được tranh luận trước Tòa Phúc thẩm ở thủ phủ Albany, New York vào ngày 24 tháng 02 năm 1928.

### Ý kiến của Cardozo và đa số phúc thẩm
Ý kiến của Cardozo về thực tế vụ việc, Palsgraf v. Long Island Railroad Co., 248 N.Y. tr 340–341.
Chánh án Tòa Phúc thẩm, Benjamin N. Cardozo là một thẩm phán rất được kính trọng; sau đó ông trở thành một thẩm phán của Tòa án Tối cao Hoa Kỳ. Sau một sự nghiệp pháp lý nổi bật, ông đã được bầu vào Tòa án Cấp cao New York ở cấp xét xử sơ thẩm vào năm 1913, nhưng nhanh chóng được Thống đốc chỉ định phục vụ tại Tòa Phúc thẩm. Năm 1917, ông được bổ nhiệm làm thẩm phán của tòa án, và năm 1926 được cử tri bầu làm Chánh án. Về vụ án Palsgraf, Cardozo đã viết quan điểm cho đa số tỷ lệ 4–3 của Tòa Phúc thẩm, quyết định hủy bỏ bản án phúc thẩm, lật ngược vụ án và bị đơn LIRR trở lại thắng kiện. Các Thẩm phán Cuthbert W. Pound, Irving Lehman và Henry Kellogg cũng đồng tình với Cardozo trong phe đa số.
Trong loạt ý kiến phúc thẩm của các thẩm pháp, quan điểm của Cardozo là tuyên bố dài nhất, ông được Thẩm phán thời hiện đại Posner mô tả là [ý kiến, quan điểm] ngắn gọn và thiên kiến, nó cũng được coi là rất trừu tượng.  Theo Giáo sư Walter O. Weyrauch trong bài báo năm 1978, Ý kiến nổi tiếng của Cardozo đã giảm thiểu các tình tiết phức tạp của vụ án xuống mức tối thiểu. Bà Palsgraf chuyển thành [hiểu đơn giản là] nguyên đơn không cần quan tâm đến tuổi tác, tình trạng gia đình hay nghề nghiệp. Ý kiến đã bỏ qua bản chất thương tích của cô, số lượng thiệt hại mà cô tìm kiếm và quy mô bồi thường của ban hội thẩm [the size of the jury award]. Ví dụ, Cardozo mô tả Palsgraf (người mà ông không nêu tên, cũng không đề cập đến các con gái của cô) trong vụ việc, khi đang đứng trên sân ga của LIRR chờ tàu, do đó chuyển vị trí của cô ấy như một khách hàng được hưởng mức độ chăm sóc cao bởi hãng đường sắt. Gói chất nổ được mô tả là nhỏ, mặc dù các nhân chứng đã mô tả nó là lớn. Cán cân được mô tả là ở đầu kia của sân ga, cách vụ nổ nhiều thước, nhưng hồ sơ không hỗ trợ tuyên bố này. Đặc điểm này có thể được dựa trên lời khai của Lillian Palsgraf, người đã đi mua một tờ báo từ một quầy báo ở đầu bên kia của sân ga, nhưng vẫn đủ gần để thấy gói hàng rơi xuống. Đặc điểm ý kiến của Cardozo về khoảng cách sau đó bị thách thức bởi nguyên đơn trong đề nghị biện hộ của cô, nhưng bị bác bỏ bởi lập luận cho rằng dù cô ở gần vụ nổ đến đâu, cô cũng không đến gần để đưa cô ấy vào vùng rủi ro có thể thấy trước.

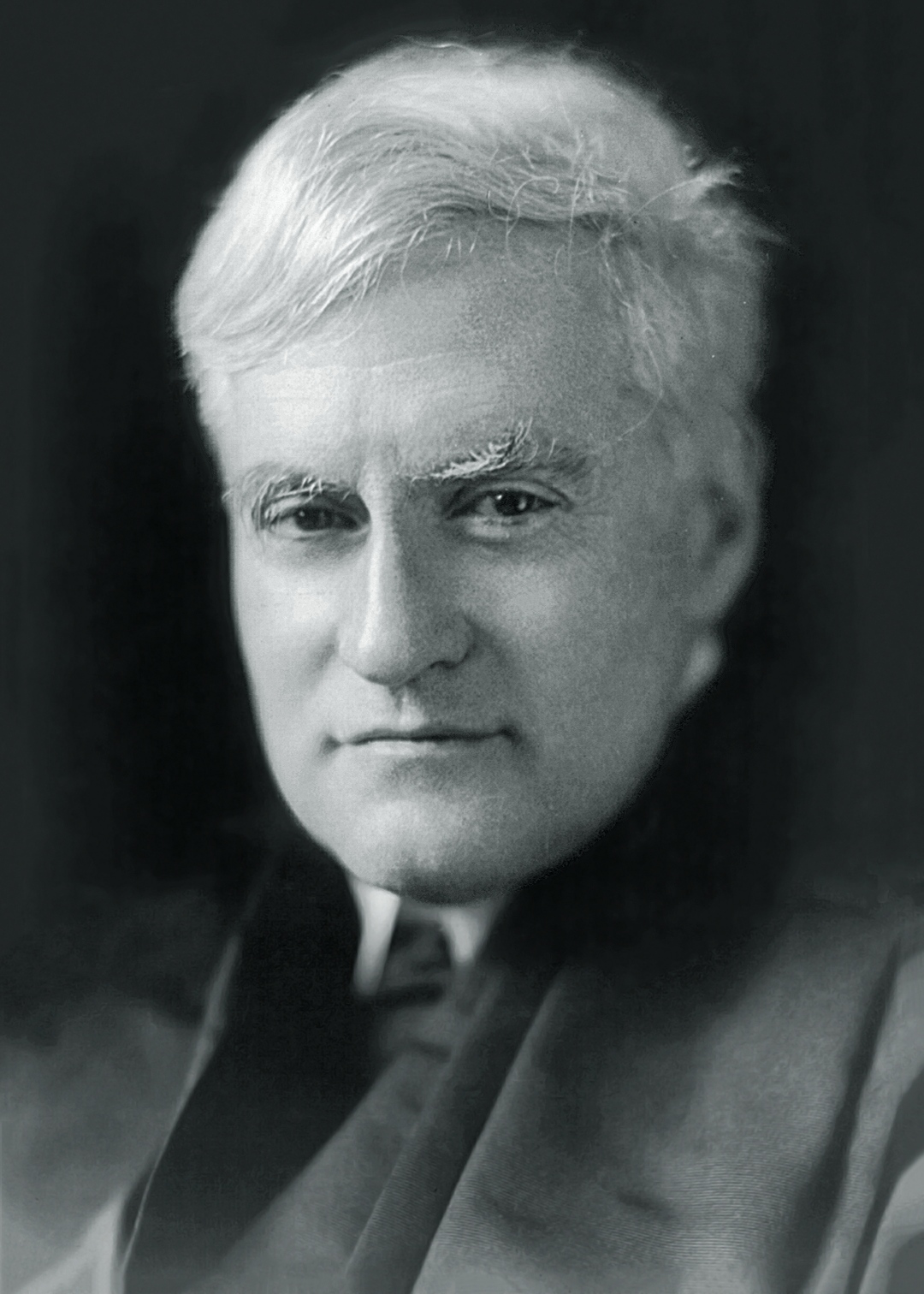
Benjamin N. Cardozo, Chánh án Tòa Phúc thẩm New York và là tác giả của đa số ý kiến ở án lệ Palsgraf (ảnh năm 1932 khi ông được bổ nhiệm làm Thẩm phán Tòa án Tối cao Hoa Kỳ).

Sau khi mô tả thực tế, Cardozo bắt đầu thảo luận vấn đề pháp lý đối với hành vi của các nhân viên tàu của bị đơn; nếu [các nhân viên] sai trong mối quan hệ với người giữ gói hàng, thì không sai trong mối quan hệ với nguyên đơn, người đứng ở xa. Đối với nguyên đơn, đó không phải là hành vi thiếu trách nhiệm. Cardozo dẫn lời Pollock on Torts và trích dẫn một số trường hợp cho đề xuất rằng bằng chứng về sự cẩu thả trong trong không gian này có thể nói sẽ không thể làm được. Chỉ khi [bị đơn ban đầu] có nghĩa vụ đối với nguyên đơn bị thương, hành vi vi phạm gây ra thương tích thì [mới phát sinh bị đơn] mới có trách nhiệm pháp lý. Ông bảo vệ quyết định của mình, một kết luận khác sẽ liên quan đến chúng ta, và nhanh chóng trong một mê cung của những mâu thuẫn. Cardozo đặt ra các tình huống giả định: nếu một nhân viên bảo vệ đường sắt vấp phải một bọc báo và bên trong có chất nổ, thì có phải chịu trách nhiệm gì đối với hành khách bị thương ở đầu kia sân ga hay không? Kết quả sẽ khác nếu vật chứa chất nổ thay vào đó là một chiếc va li? Cardozo lập luận rằng nếu có sơ suất ngày hôm đó, đó chỉ là sơ suất dẫn đến việc gói hàng bị rơi và phát nổ, và không có hành vi sai trái nào của bên bị đơn đối với Palsgraf vì thương tích cá nhân; sự đa dạng các sự cố này nhấn mạnh nỗ lực bất thành của nguyên đơn trong việc xây dựng quyền của mình trên cơ sở sai lầm của người khác. Ông chỉ thị, rủi ro được nhận thức một cách hợp lý xác định nghĩa vụ phải tuân theo. Cardozo không tha thứ cho bị cáo cố tình thiếu trách nhiệm tác động tổn hại, chẳng hạn như tiến hành bằng cách bắn súng, [gây tổn hại] chỉ vì viên đạn đi theo đường bất ngờ không mong muốn. Cardozo cho rằng đây không phải là trường hợp như vậy: ngay cả khi nhân viên bảo vệ đường sắt cố tình ném gói hàng xuống mà không biết bên trong có chứa chất nổ thì anh ta cũng đã không cố ý gây nguy hại cho Palsgraf và sẽ không phải chịu trách nhiệm pháp lý. Sơ suất không thể áp dụng trách nhiệm pháp lý nếu một hành động cố ý đã không xảy ra.
Cardozo nhấn mạnh, sự tiêu cực bắt nguồn từ các mối quan hệ giữa con người với nhau, không phải từ những gì trừu tượng. Sơ suất mà không làm hại ai không phải là một cực hình [tort]. Ông nhận thấy, việc chứng minh sơ suất của bị đơn và gây thiệt hại cho nguyên đơn là chưa đủ; [phải chứng minh thêm rằng không có] sự vi phạm nghĩa vụ mà bị đơn đã nợ nguyên đơn. Ông đã lần theo lịch sử của luật sơ suất, một khái niệm chưa được biết đến trong thời trung cổ, và lưu ý rằng nó phát triển như một nhánh của luật xâm phạm (law of trespass), và người ta không thể kiện vì tội xâm phạm người khác. Nếu bị đơn sơ suất đối với Palsgraf, họ có thể phải chịu trách nhiệm, nhưng hậu quả sau đó trước hết phải bắt nguồn từ một sai lầm, và bị đơn không có hành vi sai trái pháp lý nào đối với Palsgraf. Vì vậy, các tòa án cấp dưới đã không chính xác, và phán quyết phải được hủy bỏ, vụ án bị bác bỏ; Palsgraf thua kiện phải chịu các án phí kiện tụng.

### Bất đồng quan điểm của Andrews

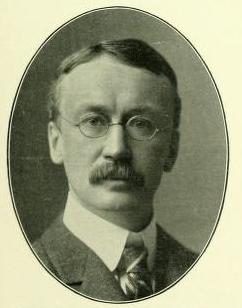
Thẩm phán bất đồng quan điểm William Shankland Andrews (ảnh của ông năm 1903).

William S. Andrews là Thẩm phán Tòa Phúc thẩm, là một luật gia thông thái được nhớ đến nhiều nhất ngày nay vì ý kiến đối với về án lệ Palsgraf mà ông viết. Trong phiên phúc thẩm này, ông cùng hai Thẩm phán Frederick E. Crane và John F. O'Brien cùng ý kiến giữ nguyên kết quả các phiên tòa trước, tức chấp thuận yêu cầu của nguyên đơn; nhưng phán quyết cuối cùng được thông qua bởi bốn thẩm phán khác trong hội đồng thẩm phán, theo quan điểm đảo ngược của Chánh án Cardozo. Về quan điểm, Thẩm phán Andrews bắt đầu bằng một đoạn kể ngắn gọn về các sự kiện: rằng một nhân viên đường sắt đã sơ suất làm rơi rớt gói hàng mà nhân viên tàu không hề hay biết, và vụ nổ sau đó đã khiến nguyên đơn, một hành khách chờ tàu (an intending passenger) bị thương. Ông lưu ý các vấn đề khác biệt cơ bản giữa các thẩm phán liên quan đến luật sơ suất, gồm: liệu có phải có nghĩa vụ đối với nguyên đơn, hành vi vi phạm khiến cô ấy bị thương hay không; và liệu khi nào có một hành động đe dọa đến sự an toàn của người khác, thì người thực hiện nó phải chịu trách nhiệm cho tất cả các hậu quả gần như là của nó, ngay cả khi chúng dẫn đến thương tích cho một người thường được cho là nằm ngoài bán kính nguy hiểm. Andrews tin rằng nếu có một hành động cẩu thả, nguyên nhân gần như gây thương tích cho nguyên đơn, thì điều đó sẽ xác lập trách nhiệm pháp lý.
Ý kiến của Andrews về thực tế vụ việc.
Andrews cho rằng lý lẽ của Cardozo quá hạn hẹp, và cảm thấy rằng nên tập trung vào hành động phi lý: lái xe xuống Broadway với tốc độ cao là cẩu thả cho dù có tai nạn xảy ra hay không. Một hành động như vậy là sai trái đối với công chúng, không chỉ đối với những người có thể bị thương. Chăm sóc chu đáo là nghĩa vụ đặt ra cho mỗi người chúng ta để bảo vệ xã hội khỏi nguy hiểm không cần thiết, không phải để bảo vệ cụ thể một mình A, B hoặc C. Trong một thế giới trống rỗng, sự cẩu thả sẽ không tồn tại. Nó liên quan đến một mối quan hệ giữa con người và đồng loại của chúng ta. Nhưng không chỉ đơn thuần là mối quan hệ giữa con người và những người mà anh ta có thể mong đợi một cách hợp lý rằng hành động của anh ta sẽ gây thương tích. Đúng hơn, mối quan hệ giữa anh ta và những người mà anh ta thực sự gây thương tích. Nếu hành động của anh ta có xu hướng gây hại cho một người nào đó, thì người đó sẽ bị hại bất kể họ ở cách đó bao xa đi chăng nữa.
Andrews chỉ ra rằng luật cho phép các nguyên đơn lấy lại quyền lợi từ các bị đơn không có nghĩa vụ đối với họ, ví dụ như: trẻ mồ côi có thể lấy lại [quyền lợi của] bố mẹ của họ, đã bị giết bởi sự thiếu trách nhiệm; một người có thể hồi phục [quyền lợi] cho người phối ngẫu khi mà người phối ngẫu qua đời vì sơ suất [của người khác]. Một công ty bảo hiểm có thể khởi kiện để thay thế và thu hồi số tiền đã thanh toán từ người đã gây ra vụ cháy. Ông nói rằng, đằng sau sự nhiều lời (cloud of words) là sự thật mà họ che giấu, rằng hành động sai trái đối với người được bảo hiểm đã gây hại cho công ty. Một sự kiện có thể có nhiều nguyên nhân, Andrews lưu ý, và chỉ một số có thể được coi là gần nhất. Trách nhiệm pháp lý do sơ suất chỉ có thể được tìm thấy khi có nguyên nhân gần nhất, một thuật ngữ mà thẩm phán thừa nhận là không chính xác. Ông ví von về sự tương tự của một con sông, được tạo thành từ nguồn nước của nhiều nguồn, và vào thời điểm nó chảy ra biển, được trộn lẫn hoàn toàn với nhau. Nhưng trong một thời gian, sau khi nước từ đầm lầy hoặc lớp đất sét gia nhập, nguồn gốc của nó có thể được truy tìm. Khi vượt ra ngoài một điểm nhất định, nó không thể được truy tìm thấy, và đó là nguyên nhân gần nhất; vì sự thuận tiện, vì chính sách công, vì ý thức công lý lởm chởm, luật pháp tự ý từ chối để theo dõi một loạt sự kiện vượt quá một điểm nhất định. Đây không phải là logic. Đó là chính trị thực dụng.
Andrews giải thích, rằng đối với điểm đó, [nó đã] vượt ra ngoài mà không có nguyên nhân gần gũi, được đưa ra khác nhau bởi các thẩm phán khác nhau và bởi các tòa án khác nhau. Ông liệt kê các yếu tố mà tòa án có thể xem xét, chẳng hạn như sự xa xôi về thời gian hoặc không gian và thảo luận về một số giả thuyết, chẳng hạn như tài xế gây tai nạn, tiếng ồn khiến bảo mẫu giật mình đánh rơi một đứa trẻ, sau đó quay trở lại vụ án đang được quyết định. Andrews kết luận cho rằng, phán quyết của bồi thẩm đoàn nên được giữ nguyên. Trong những trường hợp này, theo luật, tôi không thể nói rằng thương tích của nguyên đơn không phải là kết quả gần nhất của sơ suất. Đó là tất cả những gì chúng ta có trước mắt.

## Các sự kiện tiếp theo
Sau khi phán quyết tỷ lệ 4–3, nguyên đơn thua kiện được đưa ra, Matthew W. Wood, luật sư của Palsgraf, đã đề xuất Tòa Phúc thẩm cho phép tranh luận lại vụ án, cáo buộc rằng Cardozo đã nhầm lẫn vị trí của Palsgraf với vị trí của con gái cô là Lillian (ở quầy báo), và phàn nàn về việc chánh án sử dụng các thuật ngữ [về khoảng cách] như distant và far away. Wood cảnh báo rằng quyết định này có thể gây ra những ảnh hưởng xấu đến những hành khách vô tội. Tòa án đã bác bỏ đề nghị bằng một câu tuyên bố có thể được viết bởi Cardozo, rằng nếu chúng tôi giả định rằng nguyên đơn ở gần hiện trường vụ nổ hơn so với ý kiến phổ biến đề xuất, cô ấy đã không đến gần nơi gói hàng rơi và nổ; không được biết là có chứa chất nổ; sẽ nằm trong phạm vi của sự xem xét trước hợp lý. Án phí 559,6 USD là do Palsgraf chi trả theo án lệnh của Cardozo. Về vấn đề này, Thẩm phán đương đại Richard Posner nghi ngờ số tiền đã được thu thập, lưu ý rằng gia đình của Palsgraf đã nói chuyện với các học giả pháp lý và tạp chí định kỳ về vụ việc trong những năm sau đó, và không bao giờ đề cập đến nỗ lực thu thập khoản tiền tương đương với lương một năm của bà Palsgraf, nay phải [nghỉ việc do] bị tàn tật.
Về sau, Helen Palsgraf vẫn còn buồn bã về sự mất mát trong vụ án của mình. Bà bị câm và bị các vấn đề sức khỏe khác trước khi qua đời vào ngày 27 tháng 10 năm 1945, ở tuổi 61. Vào thời điểm qua đời, Palsgraf đang sống ở khu định cư Richmond Hill, quận Queens với con gái Elizabeth. Luật sư cũ của bà, Wood, duy trì văn phòng luật trong Tòa nhà Woolworth cho đến khi ông qua đời năm 1972 ở tuổi 96. Về cố vấn bị đơn McNamara vẫn làm việc với bộ phận pháp lý của LIRR cho đến khi ông nghỉ hưu vào năm 1959; cấp trên của McNamara, Joseph F. Keany tiếp tục là tổng luật sư của LIRR cho đến khi ông qua đời vào năm 1935. Thẩm phán Burt Jay Humphrey nghỉ hưu vào năm 1936, mất năm 1940. Thẩm phán William S. Andrews nghỉ hưu vào cuối năm 1928, đã đến tuổi nghỉ hưu bắt buộc là 70; ông qua đời năm 1936. Về Chánh án Cardozo được Tổng thống Herbert Hoover bổ nhiệm làm Thẩm phám Tòa án Tối cao Hoa Kỳ năm 1932 và phục vụ tại đây cho đến khi ông qua đời năm 1938.
Sau khi vụ án Palsgraf trở nên nổi bật trong giới luật sư, được dạy cho nhiều người trong số họ tại trường luật, các thành viên trong gia đình Palsgraf đôi khi gặp phải phản ứng giật mình khi luật sư biết họ của họ. Frank Palsgraf, cháu trai của Helen Palsgraf, kể vào năm 1978 về việc ông được công tố viên đối xử như một người nổi tiếng khi được mời làm nhiệm vụ thành viên bồi thẩm đoàn, và khiến thẩm phán nhớ lại [án lệ về bà Palsgraf] trong những năm học tập vất vả nghiên cứu vụ án trong trường luật. Tuy nhiên, công tố viên đã rút ông khỏi bồi thẩm đoàn. Theo Posner, thông tin về gia đình liên quan đến án lệ tiêu biểu sau này cho thấy rõ rằng, ngoại trừ bà Palsgraf, gia đình Palsgraf đã rất phấn khích vì liên quan đến một vụ án nổi tiếng, bất chấp kết quả. Năm 1991, mối liên kết xã hội đó trở nên gần gũi hơn khi Lisa Newell, cháu họ Thẩm phán Cardozo kết hôn với chắt của Palsgraf là J. Scott Garvey.

## Sự nổi bật của án lệ

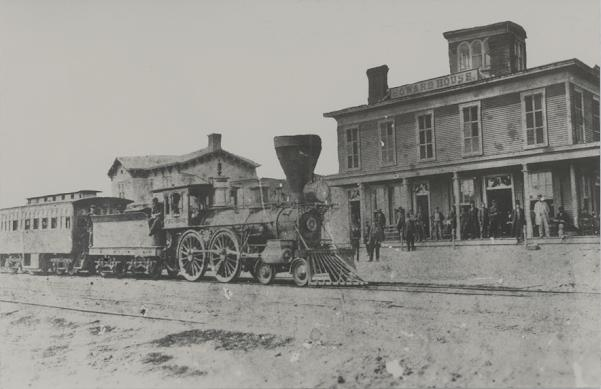
Trạm Howard Brooklyn của LIRR năm 1865.

Án lệ Palsgraf nhanh chóng thu hút sự chú ý của giới luật pháp. Trưởng Trường Luật William L. Prosser của Trường Luật UC Berkeley đã viết [bình luận] rằng quyết định của Ban Phúc thẩm đã rơi vào tay Giáo sư Francis H. Bohlen của Trường Luật Đại học Pennsylvania. Giáo sư Bohlen vào thời điểm đó là người báo cáo biên soạn bản điều chỉnh lại các điều khoản đầu tiên cho Viện Luật Hoa Kỳ (ALI), và Cardozo là một trong những cố vấn không chính thức của viện. Trong nhiệm vụ đó, Bohlen gặp khó khăn trong việc định vị khái niệm về trách nhiệm chăm sóc khi sơ suất, đặc biệt là liên quan đến các nguyên đơn không lường trước được, và Prosser cho rằng Cardozo đã tham gia thảo luận học thuật với các cố vấn khác về hoàn cảnh tương tự trước phiên phúc thẩm, và bị thuyết phục bởi các lý lẽ, đã sử dụng chúng để quyết định vụ việc Palsgraf. Bên cạnh đó, Giáo sư Luật học Andrew L. Kaufman nghi ngờ câu chuyện này, câu chuyện được Trưởng Trường Luật Columbia Young B. Smith thuật lại cho Prosser, lưu ý rằng cuộc họp duy nhất của các cố vấn giữa hai quyết định kháng cáo ở vụ việc Palsgraf diễn ra ở New York vào ngày 12 đến 13 tháng 12 năm 1927, bắt đầu chỉ ba ngày sau khi Ban Phúc thẩm phán quyết, và các ghi chú cho thấy Cardozo vắng mặt; chánh án đã xét xử các cuộc tranh tụng cả tuần đó ở Albany. Tuy nhiên, các cuộc thảo luận và tài liệu từ việc điều chỉnh luật có thể đã ảnh hưởng đến quyết định của Cardozo.
Bohlen rất chú ý đến ý kiến của Cardozo ở vụ việc Palsgraf khi trình bày Dự thảo Dự kiến về việc điều chỉnh lại khoản luật cuộc họp thường niên của ALI; cuộc họp này đã thông qua phần trích dẫn án lệ Palsgraf mà không có thảo luận nhiều. Vụ Palsgraf nhanh chóng trở nên nổi tiếng trong cộng đồng pháp luật, và được trích dẫn trong nhiều trường hợp, thậm chí khi không có sự quan hệ rõ ràng. Theo Kaufman, những tình tiết kỳ lạ; sự xoay chuyển của Cardozo về vấn đề pháp lý; thời gian của vụ việc liên quan đến điều chỉnh luật; khả năng thích ứng của nó đối với việc giảng dạy ở trường luật; bất đồng của Andrews theo định hướng chính sách; tài hùng biện của Cardozo và tên tuổi của Cardozo, tất cả những yếu tố này kết hợp với nhau để biến án Palsgraf trở thành một bước ngoặt trong ngành luật. Theo Prosser, viết trong cuốn sách luật [hornbook] dành cho sinh viên luật của mình, rằng những gì vụ án Palsgraf thực sự đã làm là đệ trình lên tòa án bang xuất sắc nhất của quốc gia, ước mơ của một giáo sư luật về một câu hỏi kiểm tra [a law professor's dream of an examination question]. Nhưng Giáo sư, Thẩm phán John T. Noonan đánh giá nhiều hơn thế, ông lưu ý rằng Cardozo lúc đó là thẩm phán tòa án tiểu bang nổi tiếng nhất của Hoa Kỳ: sự phấn khích của án Palsgraf không chỉ đơn thuần là đó là một câu hỏi kiểm tra xuất sắc; nó là một câu hỏi kiểm tra được trả lời bởi Cardozo.
Những đề cập đầu tiên của án Palsgraf trong các bài phê bình luật là các ghi chú tình huống được viết bởi các sinh viên luật, xuất hiện trong suốt một năm sau quyết định của Tòa Phúc thẩm New York. Năm 1930, trên Tạp chí Luật Yale, Giáo sư Robert L. Goodhart đã đối mặt một cơn bão bình luận nhiều đến mức sau đó vào năm 1938, Giáo sư Thomas A. Cowan của Đại học Bang Louisiana đã xem án Palsgraf là một [án lệ] pháp lý danh tiếng (a legal institution). Từ thập niên 1930, vụ án đã được đưa vào các sách tình huống pháp lý tiêu chuẩn mà  sinh viên luật học thường tham khảo để minh họa mối liên hệ cần thiết giữa hành vi sơ suất của bị đơn và thương tích của nguyên đơn trong các vụ án thiếu trách nhiệm. Theo Posner, viết năm 1990, "Palsgraf là chủ đề của một nền văn học hàn lâm lớn, và tôi tin rằng đây là án lệ duy nhất được in lại trong tất cả các sách án lệ của Mỹ về luật tổn hại". Manz viết, "tất cả những ai từng ngồi trong lớp học sơ cấp của trường luật Mỹ đều có thể nhớ lại những tình tiết cơ bản về sân ga đông đúc, những người đang chạy, gói hàng bị rơi, vụ nổ và cái cân rơi. Palsgraf đã trở thành một loại về huyền thoại đô thị (urban legend) trong ngành luật – một câu chuyện được cho là đúng nhưng không thực tế, được kể đi kể lại cho từng lớp sinh viên luật mới". Giáo sư W. Jonathan Cardi lưu ý, "trong các lớp học của trường luật, Ngày Palsgraf (Palsgraf Day) thường được tổ chức với đồ ăn và thức uống, các màn tái hiện kịch tính, các bài thơ diễn giải, và thậm chí là [diễn xuất lại] các cuộc đấu tay đôi giữa các Thẩm phán Cardozo và Andrews".
Án lệ Palsgraf sớm được một số tòa án tiểu bang khác thông qua, trong những bối cảnh khác nhau: một số tòa án tiểu bang ngoài New York chấp thuận còn một số khác thì không; [một số tòa] đôi khi cho rằng vấn đề về khả năng nhìn thấy trước [của vụ việc] cần để bồi thẩm đoàn xem xét. Theo Posner, viết vào năm 1990, việc Cardozo cho rằng [bị đơn] không có trách nhiệm đối với nguyên đơn, người không thể lường trước được [tình thế sẽ xảy ra] đã được một số bang ngoài New York tuân theo, nhưng nó vẫn là quy tắc thiểu số. Hầu hết các bang vẫn tiếp tục tranh luận lộn xộn giữa các nguyên nhân cận kề, trong đó nhấn mạnh sự gần gũi về thời gian và không gian của hành động bất cẩn của bị đơn với tổn hại của nguyên đơn; đó là cách tiếp cận được thực hiện bởi bất đồng chính kiến của Thẩm phán Andrews ở án Palsgraf.
Phần lớn các tòa án tiểu bang chấp nhận rằng phải có trách nhiệm chăm sóc [giữa bị đơn và nguyên đơn] thì mới phát sinh trách nhiệm pháp lý. Tuy nhiên, có một số trường hợp khác. Các tòa án của tiểu bang Wisconsin đã tuyên bố rằng họ đã áp dụng cách tiếp cận của Andrews và áp đặt trách nhiệm pháp lý khi có nghĩa vụ đối với bất kỳ người nào, không cần biết người đó có phải là nguyên đơn hay không. Bản điều chỉnh luật tổn hại thứ hai (1965) chỉ sửa đổi ý kiến trước đó [của Cardozo] một chút, nhưng bản điều chỉnh luật tổn hại thứ ba (2009) đã có cách tiếp cận gần hơn với quan điểm của Andrews trong việc tập trung vào vấn đề liệu bị đơn có tham gia vào một hoạt động có rủi ro hay không; vấn đề về hoạt động gây hại cho người khác (không nhất thiết là nguyên đơn); và liệu bị đơn có thực hiện chế độ chăm sóc hợp lý hay không. Quan điểm mới này cho rằng những câu hỏi về phạm vi rủi ro hay khả năng tiên đoán trước vấn đề không phải là một trở ngại cần phải vượt qua, mà là một yếu tố cần được cân nhắc được đặt ra khi xác định xem liệu có sơ suất hay không. Do đó, theo Giáo sư Luật David Owen trong bài báo năm 2009 của ông, "Bản điều chỉnh luật thứ ba loại bỏ quan điểm cơ sở của Thẩm phán Cardozo ở án Palsgraf cách đây rất lâu. Và điều chỉnh này cũng từ chối ý kiến của Thẩm phán Andrew [sic] về cái nhìn sâu sắc có giá trị rằng bồi thẩm đoàn nên được cung cấp một loạt các yếu tố công bằng, bắt đầu với khả năng dự đoán trước, trong việc tìm ra trách nhiệm [của bị đơn] sẽ mở rộng đến mức nào.

## Thảo luận hiện đại
Theo Posner, điểm mấu chốt của quan điểm Cardozo là không có trách nhiệm pháp lý nào đối với một nguyên đơn không thể lường trước được. Giáo sư Don Herzog trong cuốn sách năm 2017 của mình đã coi nguyên tắc Palsgraf có nghĩa là "nếu ai đó bị sai ở đây, thì đó là người đàn ông với bưu kiện. Người bảo vệ đã tác động anh ta (tức người mang bưu kiên) đã gây tổn hại Palsgraf. Nhưng điều đó không có nghĩa là họ [người gác] đã làm sai với bà Palsgraf. Và nếu họ không làm gì sai với bà, thì dường như bà không thể thắng kiện. Cardozo không nghĩ rằng nếu ông có mặt trong bồi thẩm đoàn, ông sẽ không quy trách nhiệm pháp lý của bị đơn. Ý ông ấy giữ vững kết luận của bồi thẩm đoàn là một sai lầm pháp lý". Điều này là do "sự thật quan trọng đối với Cardozo là gói chất nổ không được đánh dấu. Vì vậy, những người kiểm soát [ý chỉ người bảo vệ] cẩn thận  đúng mực chỉ lo lắng rằng nếu họ làm rơi nó, nó sẽ vỡ. Họ không có lý do gì để lo lắng về an toàn của bà Palsgraf [ý chỉ người bảo vệ đúng mức chỉ cần minh mẫn tiên liệu, lo lắng về an toàn của bưu kiện, chứ không cần phải suy nghĩ về an toàn của bà Palsgraf, vì an toàn này không lường trước được]".

Cardozo đã được ca ngợi vì phong cách viết của ông trong quan điểm về án Palsgraf. Giáo sư Posner lưu ý rằng trong các tình tiết của vụ án, Cardozo "đã hiểu được các nguyên tắc cơ bản của luật sơ suất và có thể trình bày chúng bằng văn xuôi với sự tươi mới, rõ ràng và sinh động nổi bật", trong một ý kiến chủ yếu được viết bằng các câu ngắn và thiếu chú thích hoặc khối dấu ngoặc kép. Giáo sư Kim Lane Scheppele của Trường Luật Đại học Pennsylvania lưu ý rằng ý kiến này "được viết bởi Thẩm phán Benjamin Cardozo ở đỉnh cao quyền lực đáng sợ của mình [khi là Chánh án Tư pháp New York]". Sử gia Richard Polenberg trong nghiên cứu của mình về luật gia, đã phát biểu rằng, "Cardozo có một thiên tài khi làm cho kết quả mà ông đạt được là hợp lý, không thể tránh khỏi và không thể công kích được về mặt pháp lý". Giáo sư Prosser tuyên bố, "dù [ý kiến của Cardozo và Andrews] có phong cách bậc nhất, khi quen thuộc thì [sẽ thấy có vấn đề]. Cả hai đều giả sử kết luận trong tiền đề một cách trơ trẽn, nêu ra những mệnh đề giáo điều mà không có lý do hoặc giải trình". Giáo sư Herzog cũng ít nhiệt tình hơn, ông lưu ý rằng "rất tiếc là ý kiến của đa số được viết trong một thuật ngữ kỳ lạ mà đôi khi tôi gọi là Cardozo-speak".
Một phần kết luận thảo luận đương đại của án lệ.
Ngay từ những ngày đầu ra mắt, đã có nhiều lời chỉ trích đối với [phán quyết] Palsgraf, và gần đây là Cardozo vì [ông là] người đưa ra án lệ đó. Giáo sư Cowan, bài viết vào năm 1938, mô tả rằng kết luận của án lệ này chỉ giới hạn trong thực tế của vụ việc đó, rằng nếu các trường hợp tương tự lặp lại, bị đơn sẽ không vi phạm nghĩa vụ nào đối với nguyên đơn mới bằng cách hỗ trợ một người đàn ông với một gói hàng như vậy lên tàu. Prosser trong bài báo năm 1953 của mình đã tự hỏi "làm thế nào mà bất kỳ quy tắc nào về phạm vi rủi ro lại có thể phát triển từ hai nhân viên, một gói pháo hoa và cán cân mức độ nhỏ nhất trong giải pháp của câu hỏi này? Nó có đúng không, ở chính vụ Palsgraf, đến mức hoàn toàn phớt lờ sự thật rằng nguyên đơn là một hành khách[?]... cho đến khi câu hỏi được quyết định, liệu [án] Palsgraf có thực sự có thẩm quyền rõ ràng ngay cả đối với Palsgraf?".
Cuốn sách năm 1976 của Giáo sư Noonan ghi lại việc các học giả pháp lý không muốn sử dụng "[các quan điểm chứa] vô số sự kiện pháp lý mà Cardozo và Andrews không đề cập đến", mặc dù hồ sơ của tòa án cấp thấp hơn ở án Palsgraf đã được sao chép trong một cuốn sổ lưu trữ các vụ án tố tụng dân sự vào những năm 1950. Noonan chỉ trích Cardozo vì đã không tính đến hoàn cảnh của Palsgraf khi đưa ra quyết định của mình, và liệt kê các yếu tố có thể ảnh hưởng đến Cardozo chống lại nguyên đơn, bao gồm cả việc ông là một người độc thân suốt đời, không có kinh nghiệm chăm sóc trẻ em như Palsgraf, và ông có thể đã phản cảm khi Wood đại diện cho Palsgraf, có thể là người biện hộ bằng phí dự phòng, là hạng mục phí không được ưa chuộng vào thời điểm đó. Posner, viết năm 1990 rằng không đồng ý với Noonan và với các nhà phê bình nữ quyền, ông lưu ý rằng các thẩm phán tuyên thệ thực hiện công bằng bình đẳng cho người giàu và người nghèo, "vì vậy thực tế [ngay cả] việc bà Palsgraf là người nghèo sẽ không phải là một nguyên tắc tác động đến nền tảng để bẻ cong các quy tắc có lợi cho bà". Noonan đã xem xét việc giải quyết án phí đối với Palsgraf là không công bằng, và trong cuốn sách năm 2016 của bà, Giáo sư Luật Cathleen Kaveny bày tỏ đồng ý, rằng "các khoản phạt [thua kiện] áp dụng đối với Palsgraf vì tìm kiếm công lý thông qua tòa án là tước đi từ một người mẹ đơn thân khả năng hỗ trợ con cái. Tuy nhiên, tất cả các thẩm phán đều có thể phát triển sự đồng cảm. Và khi kể câu chuyện về Helen Palsgraf, Thẩm phán Noonan đã đưa ra một trường hợp tốt về lý do tại sao họ nên làm như vậy".
Vào năm 2011, Giáo sư Cardi đã phân tích ảnh hưởng ngày nay của án Palsgraf đối với các tòa án tiểu bang. Ông nhận thấy rằng cả Cardozo và Andrews đều không thắng trong câu hỏi về cách thức quy định trách nhiệm chăm sóc, với việc các tòa án áp dụng các phân tích chính sách. "Đối với lý luận thích hợp cho khả năng nhìn thấy trước của nguyên đơn, Cardozo chắc chắn đã chiếm ưu thế. Mặc dù phần lớn các pháp lý các tiểu bang tuyên bố rằng nghĩa vụ là nền tảng thích hợp cho khả năng nhìn thấy trước của nguyên đơn, nhưng tầm nhìn của Cardozo về khả năng nhìn thấy trước như một xác định phân loại đã không được chấp nhận rộng rãi". Nhưng, ông lưu ý, "Andrews có thể đã tìm thấy cửa sau để chiến thắng. Có thể cho rằng hậu quả quan trọng nhất của quyết định Palsgraf, việc giải quyết câu hỏi của thẩm phán, bồi thẩm đoàn dường như nghiêng về phía Andrews. Phần lớn các tòa án muốn để lại khả năng dự đoán, thậm chí khi là một phần nghĩa vụ, cho bồi thẩm đoàn".